# Pelagićevo
Pelagićevo (cyr. Пелагићево) – miasto w Bośni i Hercegowinie, w Republice Serbskiej, siedziba gminy Pelagićevo. W 2013 roku liczyło 2381 mieszkańców.